# Массовое убийство в Угерски-Броде
Массовое убийство в Угерски-Броде (Злинский край, Чехия) произошло днём 24 февраля 2015 года. 63-летний местный житель Зденек Коварж, вооружённый огнестрельным оружием, ворвался в ресторан «Дружба» и открыл огонь по находившимся там людям, а затем и по прибывшим на место происшествия полицейским. После почти двухчасового противостояния силовики приступили к штурму здания, к моменту начала которого преступник застрелился. В результате нападения погибло 8 человек, один получил ранение.
Наряду с событиями 10 июля 1973 года в Праге, когда Ольга Гепнарова на грузовике наехала на группу пешеходов в центре города, убив 8 человек, до стрельбы в Карловом университете в декабре 2023 года инцидент был крупнейшим массовым убийством в истории Чехии с момента окончания Второй мировой войны. Обстоятельства нападения вызвали в чешском обществе дискуссии о необходимости пересмотра действующего в стране оружейного законодательства; также критике подверглись действия полиции в ходе инцидента.

## Схожие инциденты
В послевоенной истории Чехии и до февраля 2015 года самым крупным криминальным происшествием, повлекшим за собой большое количество человеческих жертв, оставалось массовое убийство, совершённое Ольгой Гепнаровой 10 июля 1973 года в Праге. Девушка умышленно направила грузовой автомобиль на группу людей, ожидавших трамвай на улице Милады Гораковой, в результате чего погибло 8 человек. В ходе судебного разбирательства Гепнарова в качестве мотива своего поступка назвала желание «свести счеты с обществом». В 1975 по приговору суда она была казнена.
В чешских СМИ в связи с событиями в Угерски-Броде в качестве схожего инцидента упоминался взрыв многоквартирного дома в городе Френштат-под-Радгоштем, расположенном в Моравскосилезском крае. 17 февраля 2013 года 57-летний Антонин Блажек осуществил подрыв здания, заблокировав выходы из него и открыв подачу бытового газа. В результате инцидента погиб сам злоумышленник и ещё пять человек, в том числе трое детей; ещё 11 человек получили ранения, один из них скончался в феврале 2015 года.
Также в прессе отмечалось, что массовое убийство в Угерски-Броде продолжило череду крупных инцидентов со стрельбой в Европе: 7 января в Париже произошёл теракт в редакции сатирического еженедельника Charlie Hebdo, 9 января там же Амеди Кулибали совершил нападение на магазин кошерных продуктов, 14 и 15 февраля в Копенгагене Омар Абдель Хамид Аль-Хуссейн устроил стрельбу в синагоге и на общественном семинаре.

## Личность преступника
Зденек Коварж (чеш. Zdeněk Kovář), по данным СМИ, родился в 1951 году, его отец работал на предприятии «Ческа збройовка Угерски-Брод» (чеш. Česká zbrojovka Uherský Brod), занимающемся производством боевого стрелкового оружия. Вместе с женой Коварж проживал в Угерски-Броде, их дом был расположен недалеко от ресторана «Дружба» (чеш. Družba). К началу 2015 года он уже около 10 лет являлся безработным, до этого же работал электриком.
По данным местной полиции и соседей, у Коваржа и его жены давно существовали проблемы с окружающими людьми, в частности, с соседями. Зденек Коварж состоял на учете в психиатрическом диспансере, его супруга также была психически неуравновешенна, но отказывалась посещать психиатров и принимать необходимые лекарства. Коваржи неоднократно вступали в конфликты с соседями и оскорбляли их; жители окрестных домов предпринимали попытку написать петицию в органы власти о защите от них, однако после того, как жена Зденека пригрозила им расправой, соседи от своей идеи отступили.
Коварж имел лицензию на хранение оружия с 2000 года, она была продлена им в январе 2015 года. Родственники мужчины были настолько обеспокоены состоянием его психического здоровья, что обращались со своими опасениями к властям; в начале февраля 2015 года полиция потребовала от Коваржа пройти повторное медицинское освидетельствование под угрозой аннулирования лицензии.

## Ход событий
Днём 24 февраля 2015 года Коварж, вооружённый пистолетом CZ 75 и револьвером Alfa 820, несколько раз обошёл общественные заведения в центре Угерски-Брода, выбирая то, в котором на тот момент находилось наибольшее количество людей. Около 12:30 по местному времени (UTC+1) он вошёл в здание ресторана «Дружба», где в этот момент находилось от 20 до 25 человек.
На входе Коварж столкнулся с посетителем ресторана Петром Габриэлем, направлявшимся в туалет. «Около входа я столкнулся с седоватым человеком в синем пиджаке. Я поблагодарил его, что он меня пропустил на лестнице, и сказал, что для него обеда, конечно, тоже хватит. Мне он ничего на это не ответил, и я пошел дальше в туалет, и уже там, внутри, услышал первые выстрелы», — впоследствии рассказывал мужчина.
Поднявшись на второй этаж, Коварж достал из полиэтиленового пакета оружие и практически сразу открыл огонь по находившимся в заведении людям, всего совершив около 25 выстрелов. В первые же минуты стрельбы погибло восемь человек; некоторым посетителям удалось покинуть помещение через запасной выход. Одна из посетительниц, воспользовавшись моментом, когда преступник перезаряжал оружие, кинула в него стул, что позволило ей и ещё двоим людям покинуть зал. Находившийся в туалете Габриэль, услышав стрельбу, позвонил своей жене, которая работала помощником главы города Патрика Кунчара. Супруга мужчины незамедлительно передала информацию о происходящем мэру; впоследствии он подтвердил, что первые данные были получены им так быстро благодаря своей помощнице.
В 12:38 полиция получила сигнал о происходящем от одного из сумевших сбежать посетителей ресторана, в 12:47 первый полицейский автомобиль прибыл к месту происшествия. Двое полицейских, вооружённые, как и Коварж, пистолетами CZ 75, вошли в здание и направились к помещению, где произошла стрельба. Когда они подошли к дверям зала, преступник, укрывшийся за барной стойкой, открыл по офицерам огонь.
В 12:56 Коварж позвонил в редакцию чешского телеканала Prima и сообщил, что удерживает несколько человек в заложниках. Он рассказал о том, что подвергается преследованиям, множество людей его оскорбляет, а полиция не хочет заниматься его проблемами, поэтому он намерен взять ситуацию в собственные руки. Кроме того, стрелок заявил, что «ненавидит людей» и имеет «большие проблемы с официальными инстанциями». Редактор отдела происшествий телеканала Павел Лебдушка незамедлительно связался с полицией и передал полученную от преступника информацию.
В 13:08 силовики вступили с Коваржом в переговоры по телефону. Преступник потребовал присутствия на месте происшествия съёмочной группы телеканала Prima, а также вновь заявил, что удерживает пятерых заложников, хотя на тот момент в здании, не считая укрывшегося в туалете Петра Габриэля, не оставалось выживших. Около 14:00 стрелок прекратил общение с полицией, после чего было принято решение о начале штурма, который начался в 14:23. К этому времени силовики перекрыли все близлежащие улицы и блокировали местный железнодорожный вокзал. Полицейские использовали светошумовые гранаты и не произвели ни одного выстрела; как только они начали взламывать входные двери и окна здания, Коварж застрелился.
25 февраля полиция посетила дом Коваржа с целью обыска. Жена нападавшего закрылась в доме и отказалась впускать полицейских, после чего силовики были вынуждены взять дом штурмом. Женщину в невменяемом состоянии увезли на машине скорой помощи в психиатрическое отделение местной больницы.

## Погибшие и раненые
В результате нападения погибли семь мужчин в возрасте от 27 до 66 лет и одна 43-летняя женщина, учитель по образованию, работавшая в ресторане официантом; именно она стала первой жертвой Коваржа. Тела погибших были позднее захоронены на городском кладбище. 37-летняя женщина, которой Коварж дважды выстрелил в грудь, выжила, её доставили в местную больницу, где она была успешно прооперирована.
25 февраля сотни людей собрались у ресторана «Дружба», чтобы почтить память погибших в ходе стрельбы. Горожане оставляли рядом со зданием цветы и свечи, мэр города возложил памятный венок и обратился к собравшимся с речью.
В полдень 5 марта по решению правительства память о жертвах инцидента по всей Чехии почтили колокольным звоном и сигналами сирен.

## Реакция
Вскоре после того, как силовикам стало известно о происходящем в ресторане, на место происшествия на вертолёте вылетели министр внутренних дел Чехии Милан Хованец и президент полиции Томаш Туги. «Подобного ужаса не было в нашей практике», — отметил глава МВД. Позднее Хованец также сообщил, что власти не рассматривают произошедшее как террористический акт.
Премьер-министр Чехии Богуслав Соботка, находившийся на тот момент в поездке в Южную Корею, назвал произошедшее «чрезвычайной трагедией». По его словам, произошедшее — трагедия мирового масштаба, так как в ней погибло много невинных граждан. Соболезнования чешскому народу выразили Генеральный секретарь Совета Европы Турбьёрн Ягланд и федеральный канцлер Германии Ангела Меркель.

### Проблемы оружейной политики
Согласно статистическим данным за 2013 год, на руках у населения Чехии имелось около 750 тысяч единиц различного стрелкового оружия, то есть в среднем у каждого четырнадцатого гражданина, причём это число росло примерно на 5 % в год. Согласно законодательству республики, владельцы оружия обязаны каждые пять лет обновлять полученные разрешения на владение им; для этого им необходимо сдать квалификационный экзамен, а также пройти медицинское освидетельствование. Кроме того, закон делает оружие недоступным для граждан, страдающих психическими заболеваниями. Зденек Коварж, по имеющимся данным, состоял на учёте в психиатрическом диспансере, однако это не помешало ему продлить уже имеющуюся у него лицензию незадолго до совершения массового убийства.
В чешском обществе в связи с произошедшим развернулись широкие дебаты, главный акцент в которых делался на усилении контроля за оружием, которое население легально приобретает в личных целях. Президент Чехии Милош Земан заявил, что чешское общество чересчур снисходительно относится к психически больным согражданам, а также выступил с резкой критикой существующей в стране оружейной политики:

Мы выдаем лицензии фирмам, которые ведут торговлю вооружением, без проверки того, насколько серьезны эти фирмы, не руководят ли ими преступники, и как у таких фирм хранятся военные материалы. Главные проблемы начинаются именно в легкомысленной выдаче лицензий.
Оригинальный текст (чешск.)Vydáváme licence firmám, které obchodují se zbrojařským materiálem, (bez toho) abychom si vůbec prověřili, jestli ty firmy jsou nebo nejsou důvěryhodné, jestli jsou nebo nejsou vedeny zločinci, a samozřejmě jak mají materiál uskladněný. Základní problém začíná u lehkomyslného vydávání licencí.

На фоне событий в Угерски-Броде правительство предложило поправки к оружейному законодательству страны. В частности, в них предлагалось установить более жёсткие требования к медицинскому осмотру, предусмотреть право полиции конфисковать оружие ещё до получения его результатов, а также позволять силовикам проникнуть в дом человека, легально владеющего оружием, в случае возникновения подозрений, что он опасен для общества. Многие политики Чехии выразили несогласие с данными поправками, посчитав их слишком строгими. «Страна от такого ограничения не станет безопаснее, террористы купят оружие на чёрном рынке, а если европейские чиновники считают, что террористы используют легально приобретённое оружие, то это только показывает их некомпетентность», — отмечала депутат чешского парламента Яна Чернохова.
В МВД страны заявили о начале решения вопроса о допуске психиатров к спискам людей, уже получивших разрешения на оружие, и ужесточении контроля за его выдачей.

### Критика действий полиции
Серьёзной критике подверглись действия сотрудников полиции в ходе инцидента. Полицейские, прибывшие на место происшествия, согласно инструкциям, должны были нейтрализовать стрелка, однако они этого не сделали, решив дождаться спецназа. Впоследствии силовики объяснили это тем, что им был неизвестен статус лежащих на полу зала ресторана людей, а Коварж укрылся за барной стойкой, поэтому во избежание потерь они приняли решение не предпринимать активные действия.
«Полицейские в Угерски-Броде должны были действовать против стрелявшего мужчины столь же решительно, как юноша в школе, заплативший жизнью за защиту своих одноклассниц», — заявил президент Чехии Милош Земан, упомянув произошедший в октябре 2014 в городе Ждяр-над-Сазавоу случай, когда больная шизофренией женщина с ножом напала на учеников местной школы.
В июне 2015 года два члена Комитета по безопасности парламента Чехии посетили Угерски-Брод, где пообщались с несколькими свидетелями февральских событий. Позднее депутаты опубликовали доклад, в котором раскритиковали действия силовиков в ходе инцидента. В докладе отмечено, что полицейские припарковали свои автомобили и позволили приземлиться вертолёту в пределах потенциального диапазона стрельбы Коваржа, использовали гражданские телефоны в общении с руководством, а также приняли ошибочное решение поверить словам преступника о наличии у него заложников, хотя свидетели могли подтвердить, что внутри, скорее всего, выживших нет. Министр внутренних дел Чехии Милан Хованец высказал мнение, что депутаты не получили всю необходимую информацию, поскольку не пообщались с сотрудниками полиции, участвовавшими в операции